# Marcha da Maconha

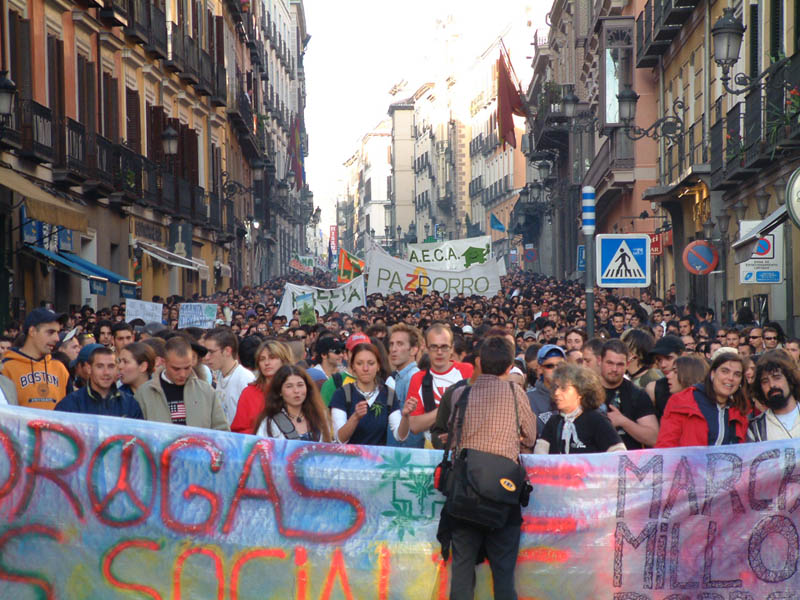
Madrid, Espanha. 8 de Maio de 2004. La Marcha del Millón de Porros em Madrid, parte da Marcha Global da Maconha

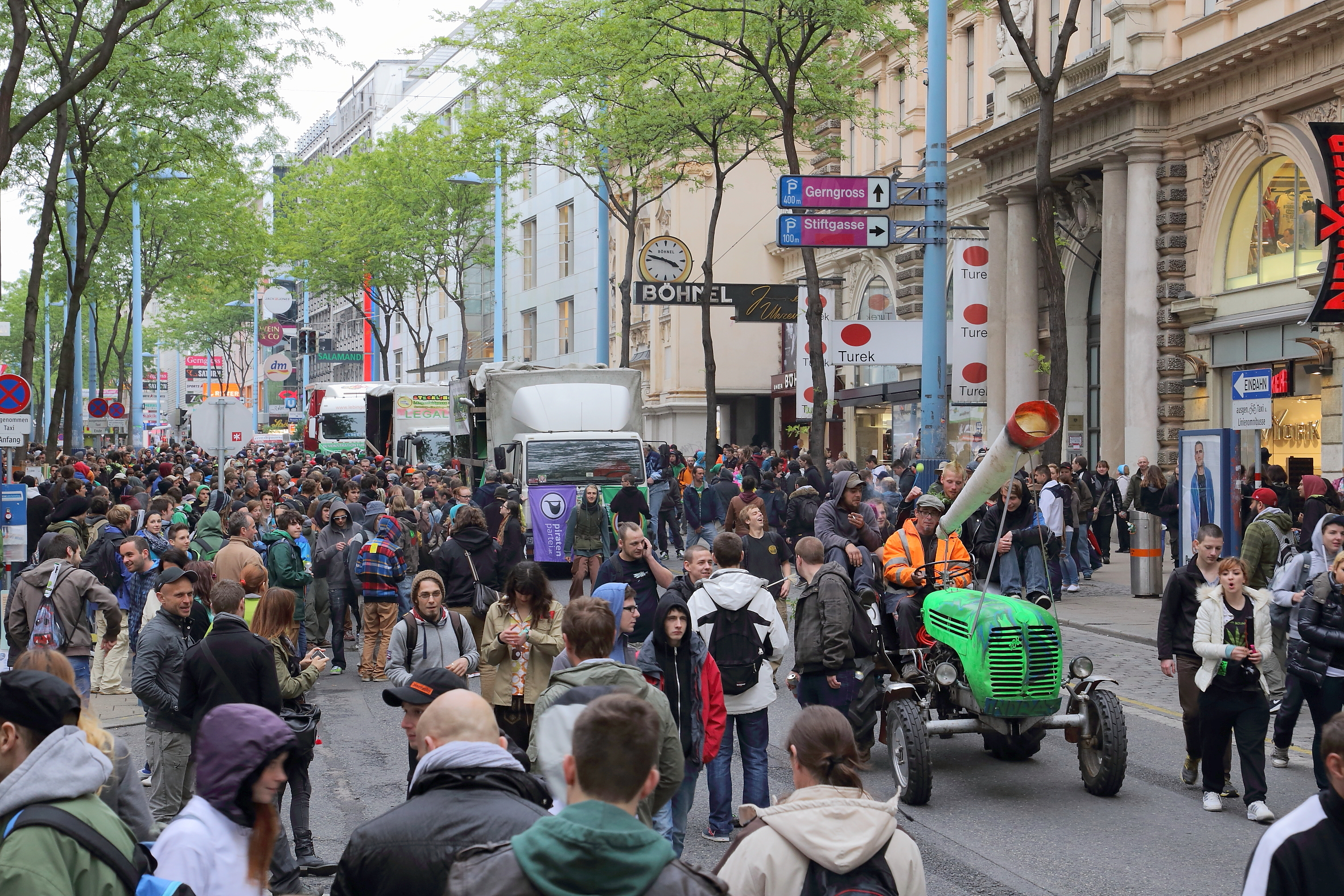
Marcha da Maconha em Viena, Áustria, 3 de maio de 2014

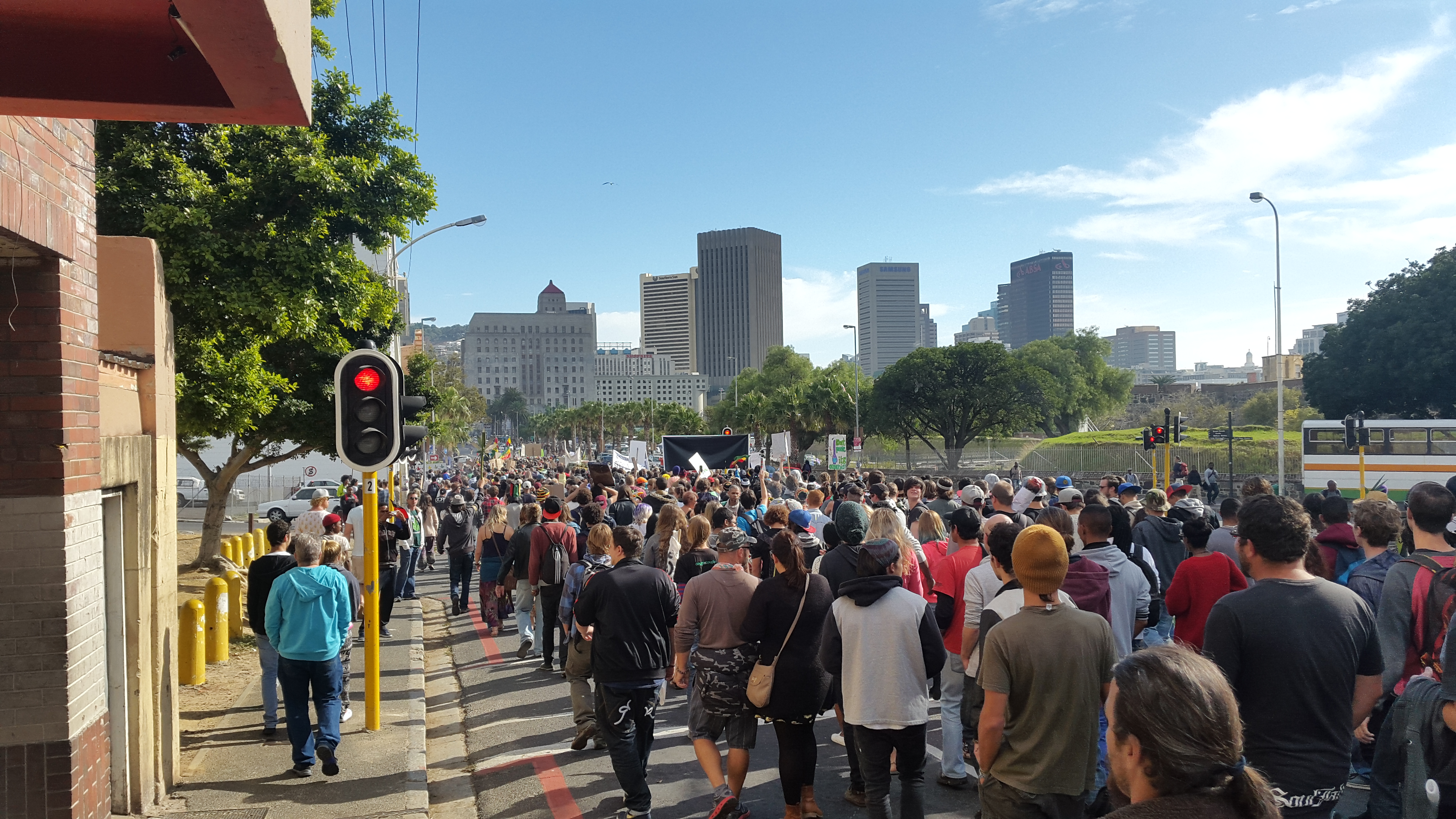
Manifestação pró-cannabis na Cidade do Cabo, África do Sul, 9 de maio de 2015

Marcha da Maconha (em inglês:  Global Marijuana March, Ganja Day ou J Day), também conhecida como  Dia Mundial da Maconha e Dia da Liberação da Maconha, é um evento que ocorre anualmente em diversos locais do mundo. Trata-se de um dia de luta e manifestações favoráveis a mudanças nas leis relacionadas a maconha, em favor da legalização da cannabis, regulamentação de comércio e uso (tanto recreativo quanto medicinal e industrial, tendo em vista as milhares de aplicações da cannabis em várias áreas). A Marcha da Maconha ocorre mundialmente no primeiro final de semana do mês de maio, porém no Brasil, como a data coincide com o Dia das Mães, pode ocorrer em outros finais de semana (geralmente em maio). Além da marcha em si ocorrem reuniões, caminhadas, encontros, concertos, festivais, mesas de debates, entre outros.
O evento começou em 1994. Mais de 485 cidades participam desde então: A marcha caracteriza-se também por celebrar os estudos científicos que revelam os diversos usos da cannabis: medicinal, industrial, religioso, entre outros. Uma das principais organizadores do evento desde 1999 é Dana Beal e a CannabisCulture.com e suas publicações: Cannabis Culture Magazine. Eles enviaram para muitos lugares banners e notícias por todo o mundo durante vários anos ajudando na divulgação dos eventos.

## Por país

### Brasil

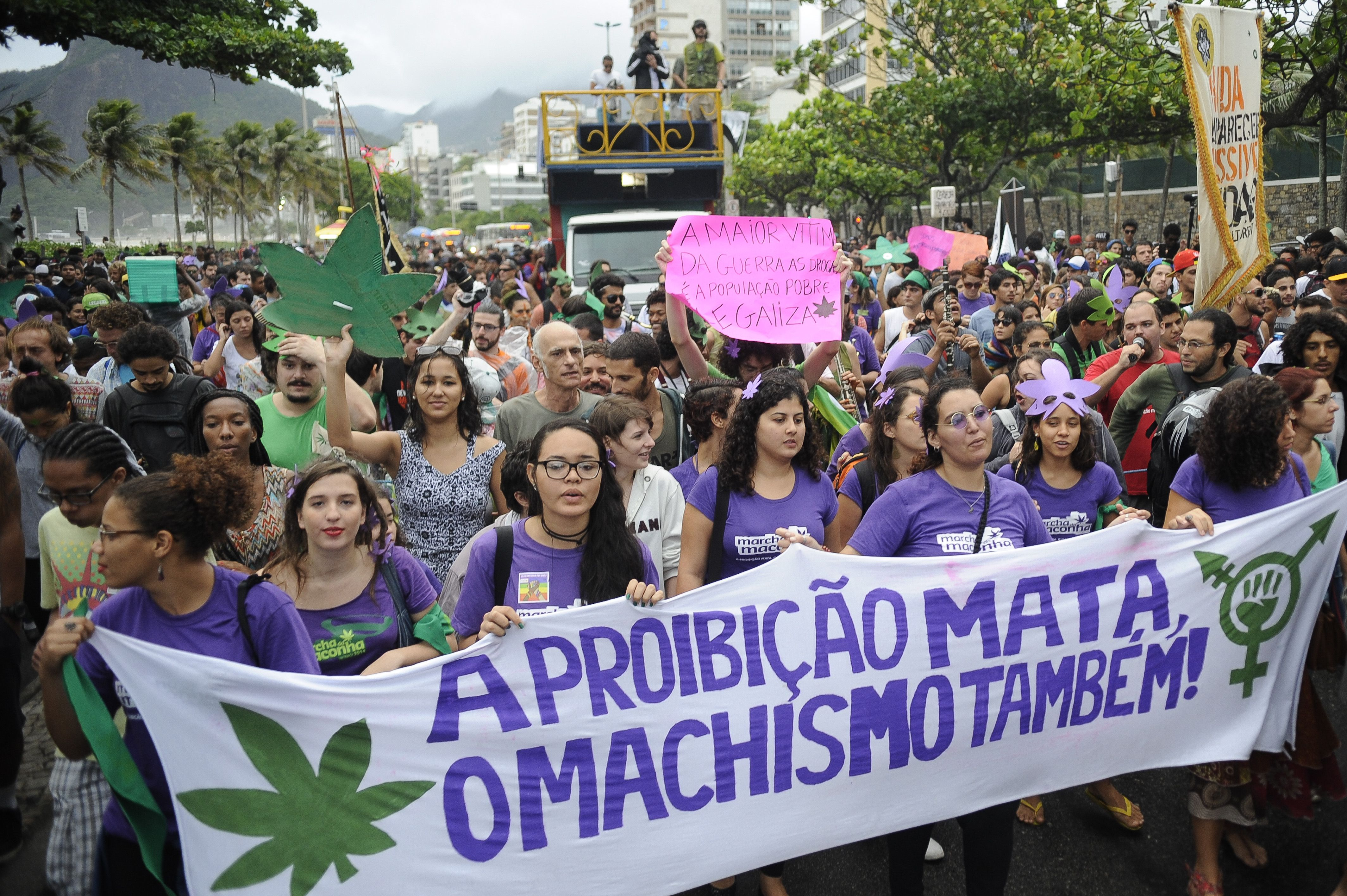
Marcha da maconha na orla de Ipanema, no Rio de Janeiro, em 2014 (Tomaz Silva/Agência Brasil)

No Brasil ocorreram passeatas seguindo o calendário internacional, pelo menos, desde 2002 no Rio de Janeiro. Em 2007 um grupo de membros do Growroom se articulou e criou um site e uma identidade visual em torno do nome "Marcha da Maconha". A partir daí houve uma tentativa de fazer a Marcha da Maconha no Brasil em doze capitais no dia 4 de maio de 2008, mas houve uma grande repressão devido decisões judiciais que proibiam a Marcha na maioria delas. Os juízes alegaram desde apologia ao uso de drogas até formação de quadrilha. A marcha deveria ocorrer em Belo Horizonte, Brasília, Cuiabá, Curitiba, Fortaleza, João Pessoa, Recife, Rio de Janeiro, Salvador e São Paulo, mas só ocorreu legitimamente em Recife, onde houve confusão e prisões. Em 15 de junho de 2011, entretanto, o Supremo Tribunal Federal decidiu, por unanimidade, pela legitimidade da manifestação por meio da Arguição de descumprimento de preceito fundamental ADPF 187, entendendo que ela não faz apologia ao crime e considerando que sua proibição é uma ameaça à liberdade de expressão, garantida pela Constituição.

### Canadá

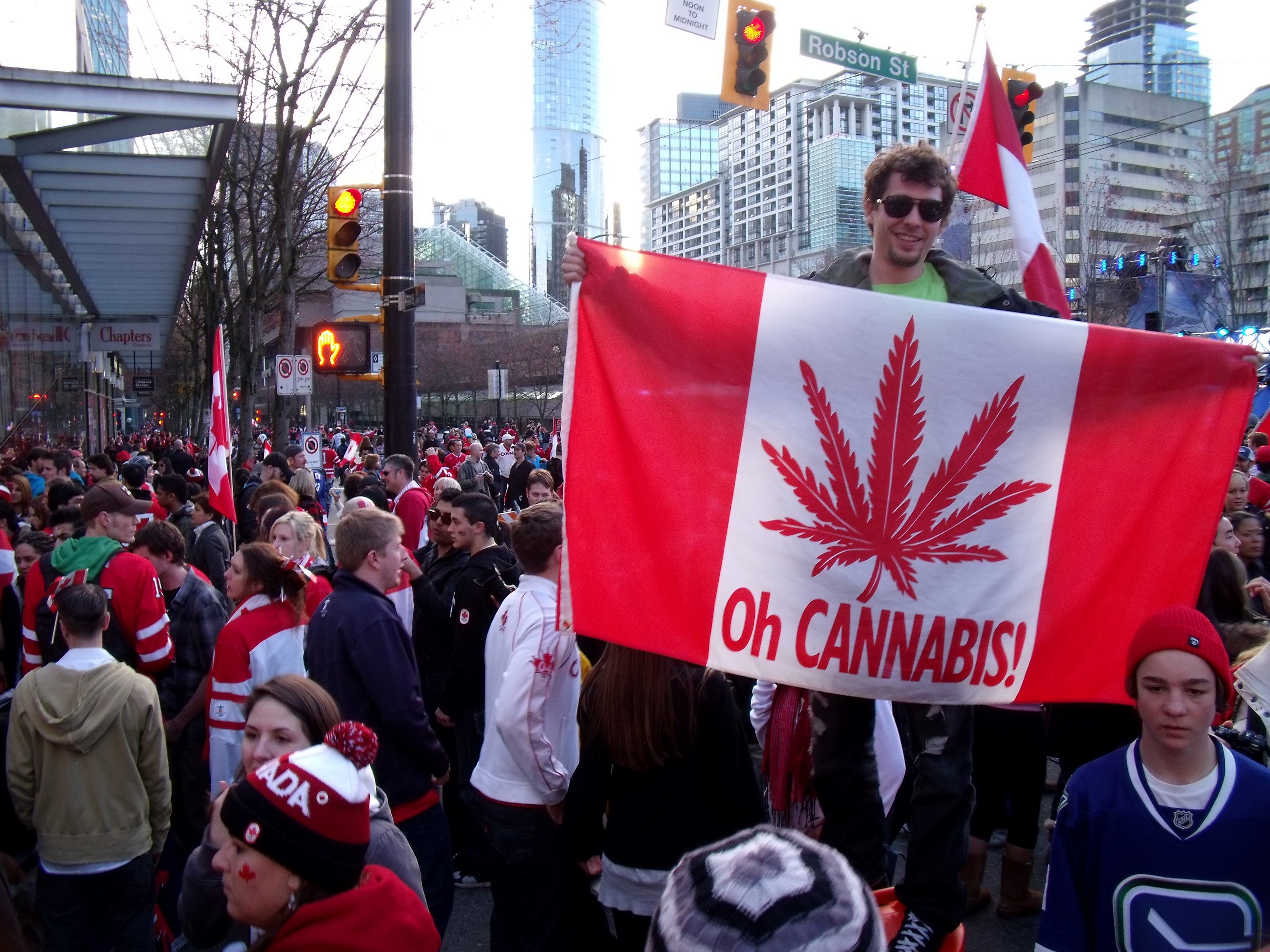
Protesto pró-maconha em Vancouver, Canadá

A caminhada realizada no Queen's Park em Toronto no Canadá é uma tradição da cidade desde de 1999. 20,000 pessoas compareceram em 2007. 15,000 em 2008. Acontece em Regina no primeiro sábado de maio de 1999, originalmente sobre jurisdição de Saskatchewan. Desde de 2001, acontece no Victoria Park, desde 2008 quando a polícia da cidade mudou o evento para o Central Park.

### Estados Unidos
O "Dallas, Texas 2008 GMM" foi o evento sobre o tema mais bem sucedido nos Estados Unidos. Mais de 100 participantes marcharam da Earle Cabell Federal Building até o Dealey Plaza, onde protestaram no Grassy Knoll, até o West End, onde acabaram com o festival Cinco de Mayo que estava ocorrendo ali. Então voltaram até o edíficio federal. O evento foi patrocinado por DFW NORML e no final do evento, Barry Cooper anunciou sua candidatura ao senado dos Estados Unidos para a plataforma pró-descriminilização.